# Oficinas salitreras de Humberstone y Santa Laura
Las oficinas salitreras Santiago Humberstone y Santa Laura son dos antiguas oficinas salitreras, actualmente las más conocidas, están administradas por la Corporación Museo del Salitre y declaradas Monumentos Nacionales y Patrimonio Cultural de la Humanidad. Se ubican en la comuna de Pozo Almonte, Región de Tarapacá, en Chile.
Ubicadas a 48,1 kilómetros al este de la ciudad de Iquique, son monumentos nacionales y, desde el 15 de julio de 2005, Patrimonios de la Humanidad de la Unesco. Dejaron de ser patrimonios en peligro el 3 de julio de 2019, gracias a un importante trabajo de restauración y conservación. Ambas salitreras, aunque originalmente funcionaron de forma separada, son en la actualidad el principal reflejo del período de esplendor y contrastes que vivió la región entre fines del siglo XIX y comienzos del siglo XX. Santa Laura, en su mejor período, contó con una población de 426 habitantes, mientras que Humberstone sobrepasó los 3700 habitantes.

## Historia

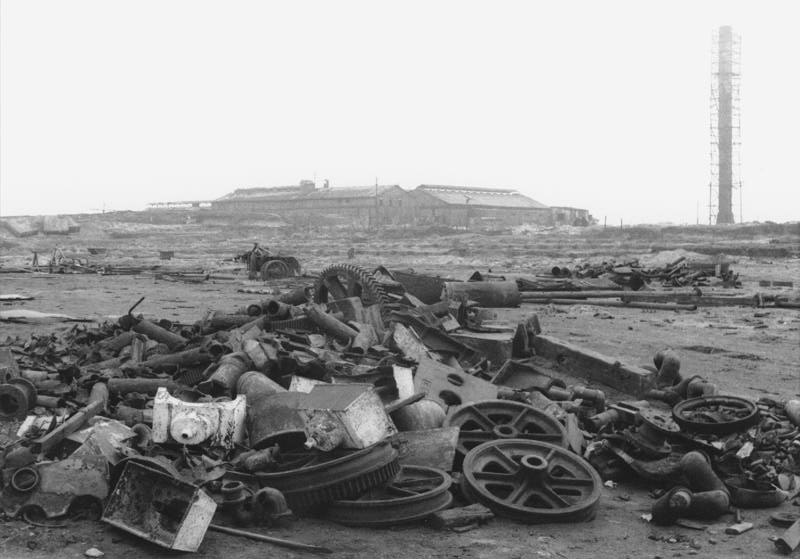
Restos de maquinarias en Humberstone hacia 1992.

La compañía de extracción de nitratos de Guillermo Wendell fundó la oficina salitrera Santa Laura en 1872. Su propietario, el limeño Abraham Guillermo Wendell Tizon, obtuvo en concesión de 100 estacas del gobierno peruano para operar en Cala Cala y otras zonas. Ese mismo año, la Compañía de Nitratos del Perú fundó la oficina La Palma. Ambas oficinas comenzaron un rápido crecimiento, convirtiéndose rápidamente en pueblos caracterizados por una arquitectura de estilo clásico de ultramar británico.
La Palma se convirtió en una de las mayores extractoras de salitre de toda la zona de Tarapacá; por el contrario, Santa Laura funcionaria parcialmente debido a bajas expectativas con este productivas, por lo que en 1902 pasó a manos de The New Tamarugal Nitrate Company. En 1913 Santa Laura paralizó sus trabajos hasta 1920, cuando se implementó el sistema de extracción Shanks que mejoró los rendimientos de la oficina. Este proceso se realizó entre 1918 y 1920, bajo la dirección del constructor William J. Clayton, para la London Nitrate Co. Ltd. La planta de elaboración provino de Taltal, en la actual Región de Antofagasta, y pertenecía a la planta salitrera de la Lilita Nitrate Co., y que se llamaba, precisamente, oficina Lilita, paralizada desde 1914, por lo cual no se trata de la muy próxima oficina Ghisela, también de Taltal, que suele ser considerada la “máquina” que llegó a constituir Santa Laura.
Sin embargo, el modelo económico colapsó a causa de la Gran Depresión en 1929 y del desarrollo de la producción sintética del amoníaco por los alemanes Fritz Haber y Carl Bosch que permitió la producción industrial de fertilizantes. Prácticamente en quiebra, La Palma y Santa Laura fueron compradas por Cosatan (Compañía Salitrera de Tarapacá y Antofagasta) en 1934. Cosatan amplió y renovó lo que fuera La Palma, y la rebautizó como oficina Santiago Humberstone —en honor a James Thomas Humberstone, quien introdujo y aplicó el sistema Shanks y es considerado uno de los padres de la industria salitrera—. La empresa se empeñó en lograr que el salitre natural compitiera en los mercados internacionales, por lo que desarrolló un plan de modernización en Humberstone que mantuvo la tecnología Shanks y logró buenos resultados, con su máxima hasta 1940, asociada a las otras oficinas salitreras de la Cosatan.
Con el pasar del tiempo, la era dorada de Humberstone y del grupo de oficinas que componían el Grupo Nebraska comenzó a apagarse rápidamente y condujo a una aguda crisis a Cosatan, que la llevó a su desaparición en 1958 y al abandono de ambas oficinas (Humberstone en 1960 y Santa Laura en 1961). Llegaron a alojar unas 4.000 personas. En 1970, cuando ambas oficinas salitreras estaban convertidas en dos pueblos fantasmas en medio del desierto de Atacama, fueron nombradas monumentos nacionales, pese a lo cual siguen siendo presas del desguace y saqueo etc.
En 2001 Humberstone fue remodelada cuando sirvió como set de rodaje de la telenovela Pampa Ilusión. La celebración de la Semana del Salitre, autorizada por Óscar Andía, resultó clave para que los expampinos lucharan por proteger la oficina. Es así como se formó la Corporación Museo del Salitre, que hizo gestiones para transformar a ambas oficinas salitreras en Patrimonio Cultural de la Humanidad por la Unesco en 2005.

## Sitios interesantes

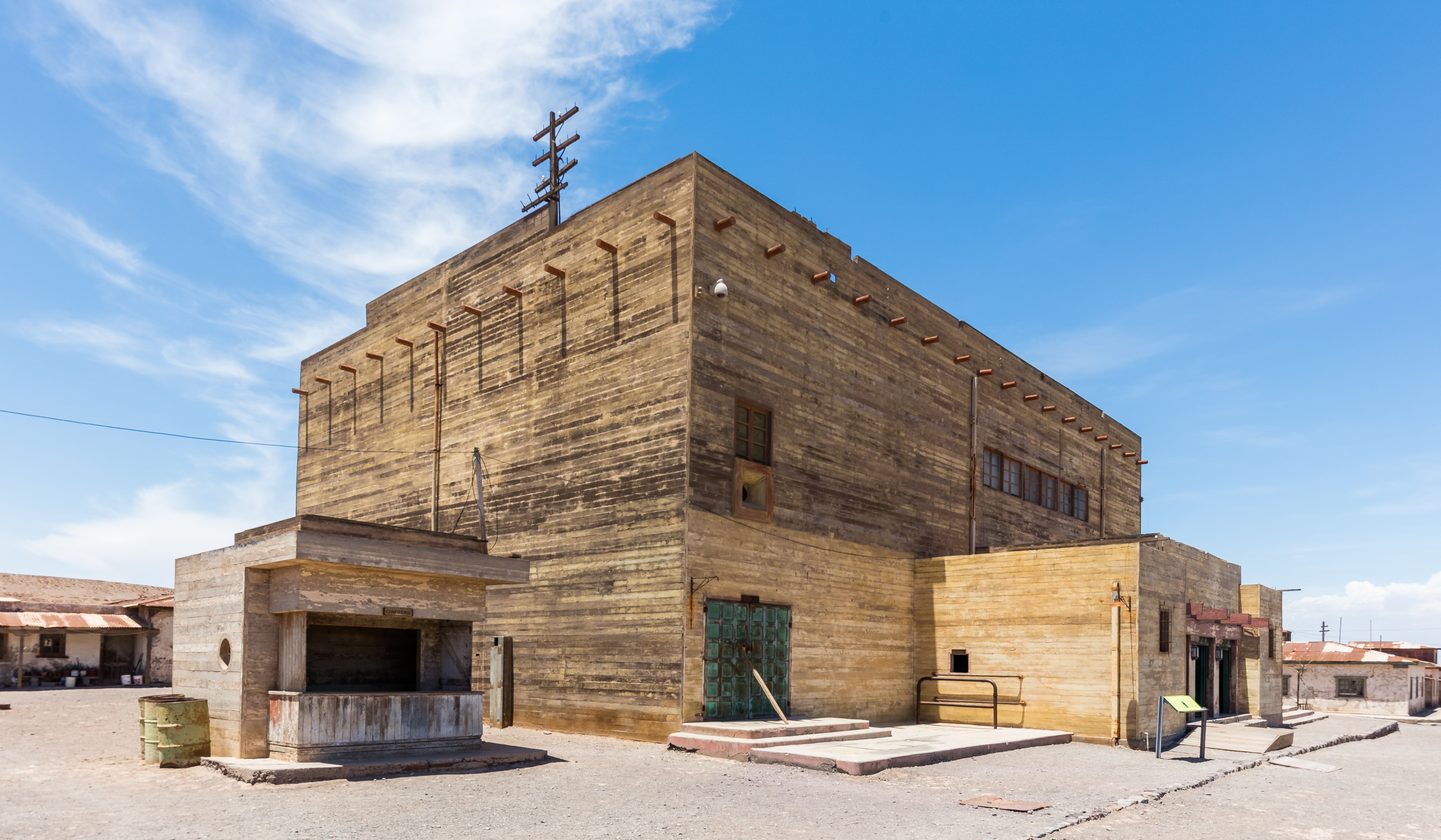
Teatro Humberstone.

Humberstone y Santa Laura son uno de los principales hitos turísticos de la provincia del Tamarugal, Región de Tarapacá, en Chile. Aunque el paso de los años y el saqueo había deteriorado enormemente estos lugares, resulta impresionante observar los vestigios de una era de riqueza, más todavía cuando se efectúan importantes trabajos de restauración, de manos de la Corporación Museo del Salitre y del Gobierno Regional de Tarapacá, que han habilitado muchos de sus principales espacios.
La mayoría de los edificios centrales de Humberstone, como su enorme teatro, la iglesia y la pulpería, están hechos total o parcialmente en madera de pino Oregón importada. Otro hecho importante es el contraste existente entre los grandes edificios administrativos y de los propietarios con las pequeñas viviendas de los de trabajadores pampinos. En Humberstone se entregaban las viviendas por condición dentro de la empresa (empleados, profesionales y obreros; casados y solteros), contando con agua potable, luz  y alcantarillado.
Santa Laura destaca por su enorme chimenea visible a gran distancia, por su "máquina", de pino Oregón y de fierro, donde estaban los cachuchos y por interesantes dependencias y edificaciones, como la chancadora, la casa de fuerza; la administración y la plazuela, entre otras...

## Galería de fotos

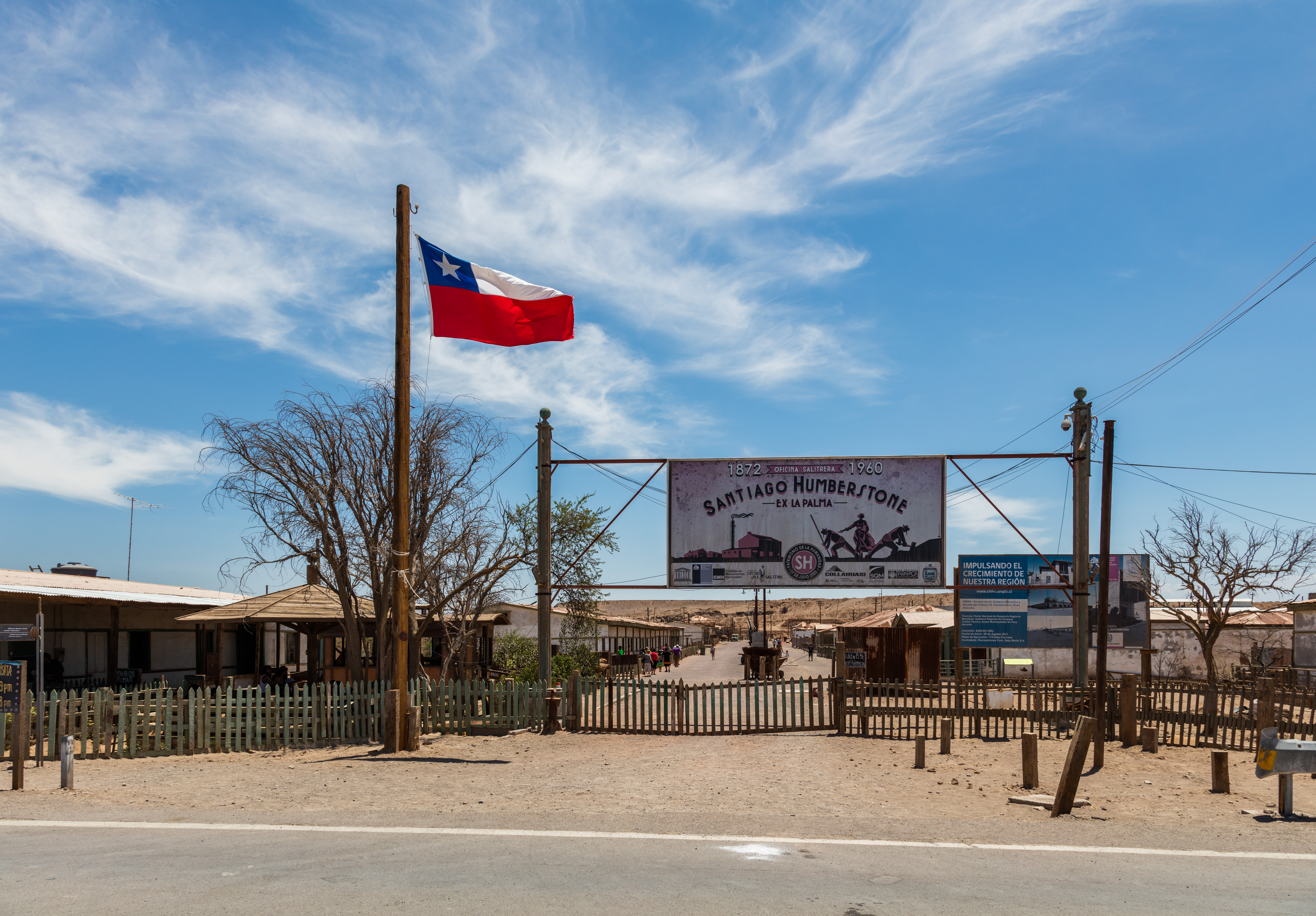
Entrada a Humberstone.
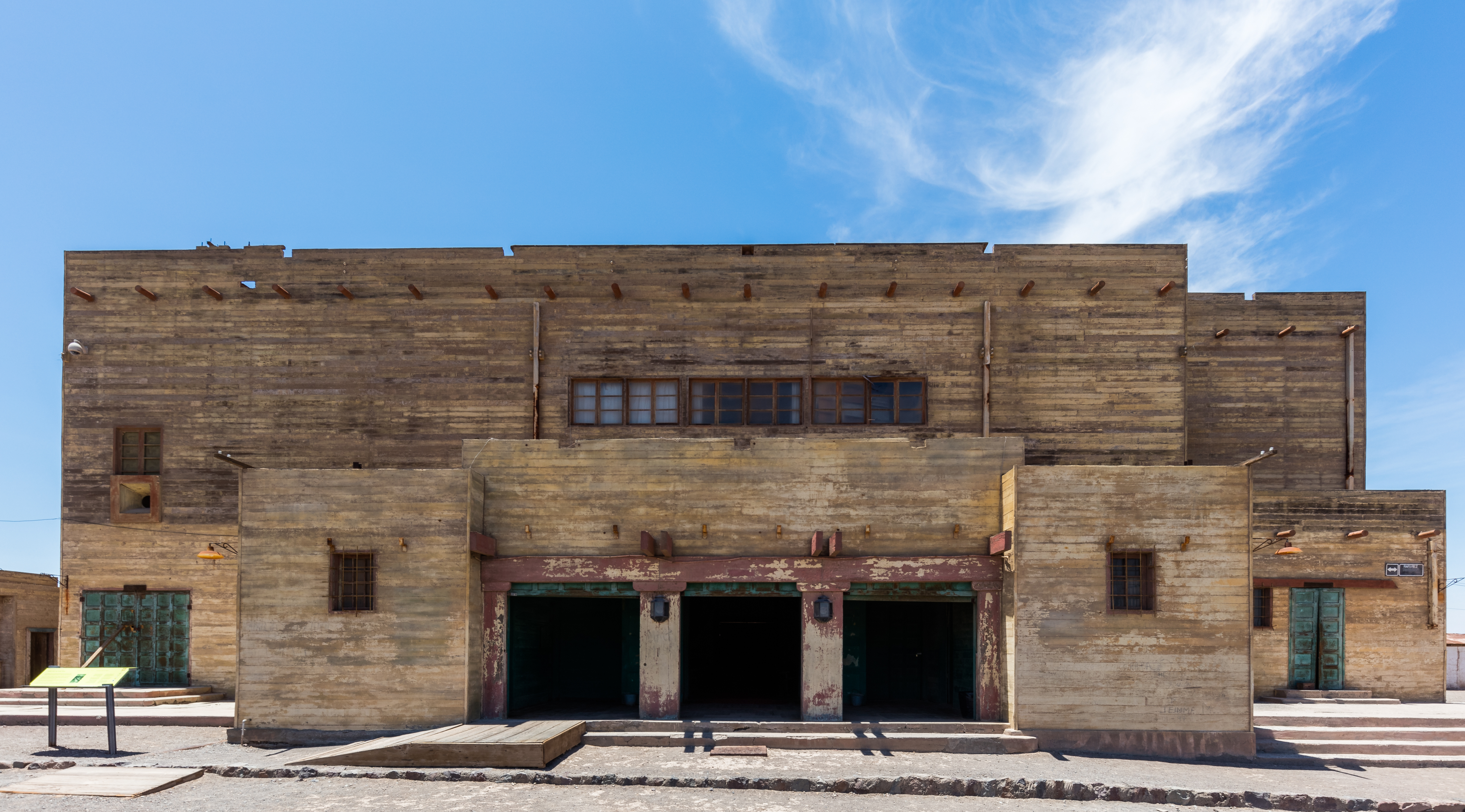
Exterior del teatro.
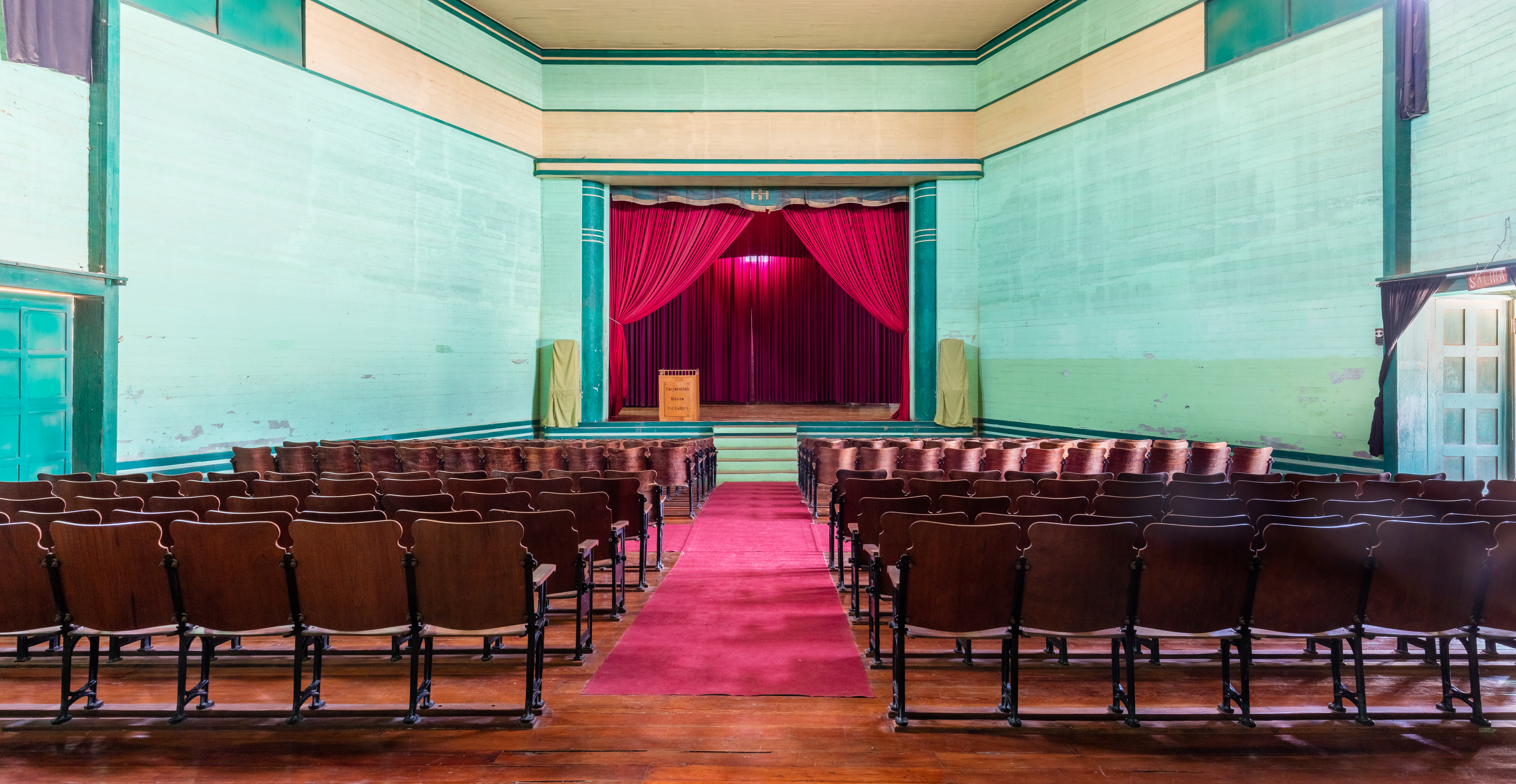
Interior del teatro.
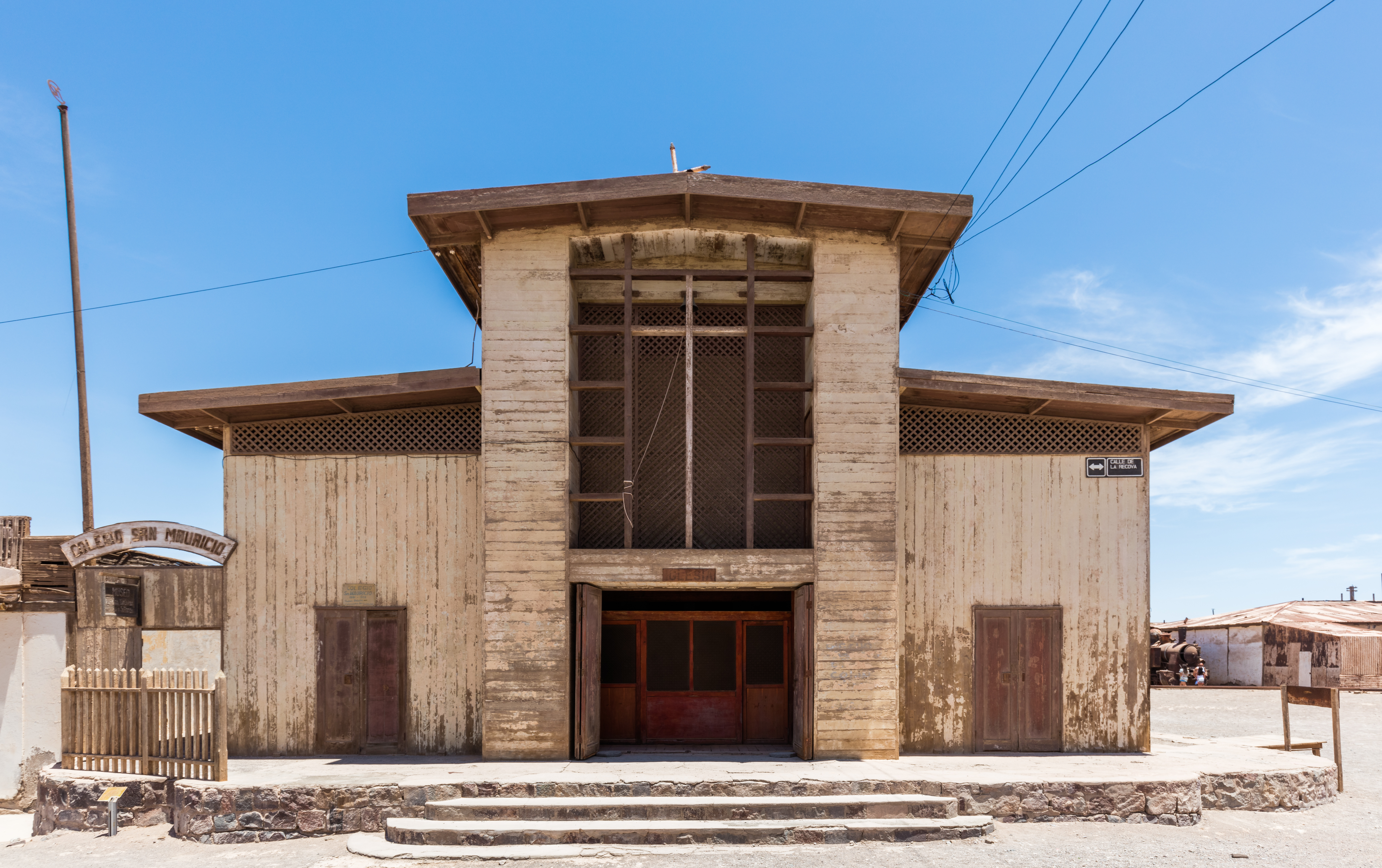
Exterior de la iglesia.
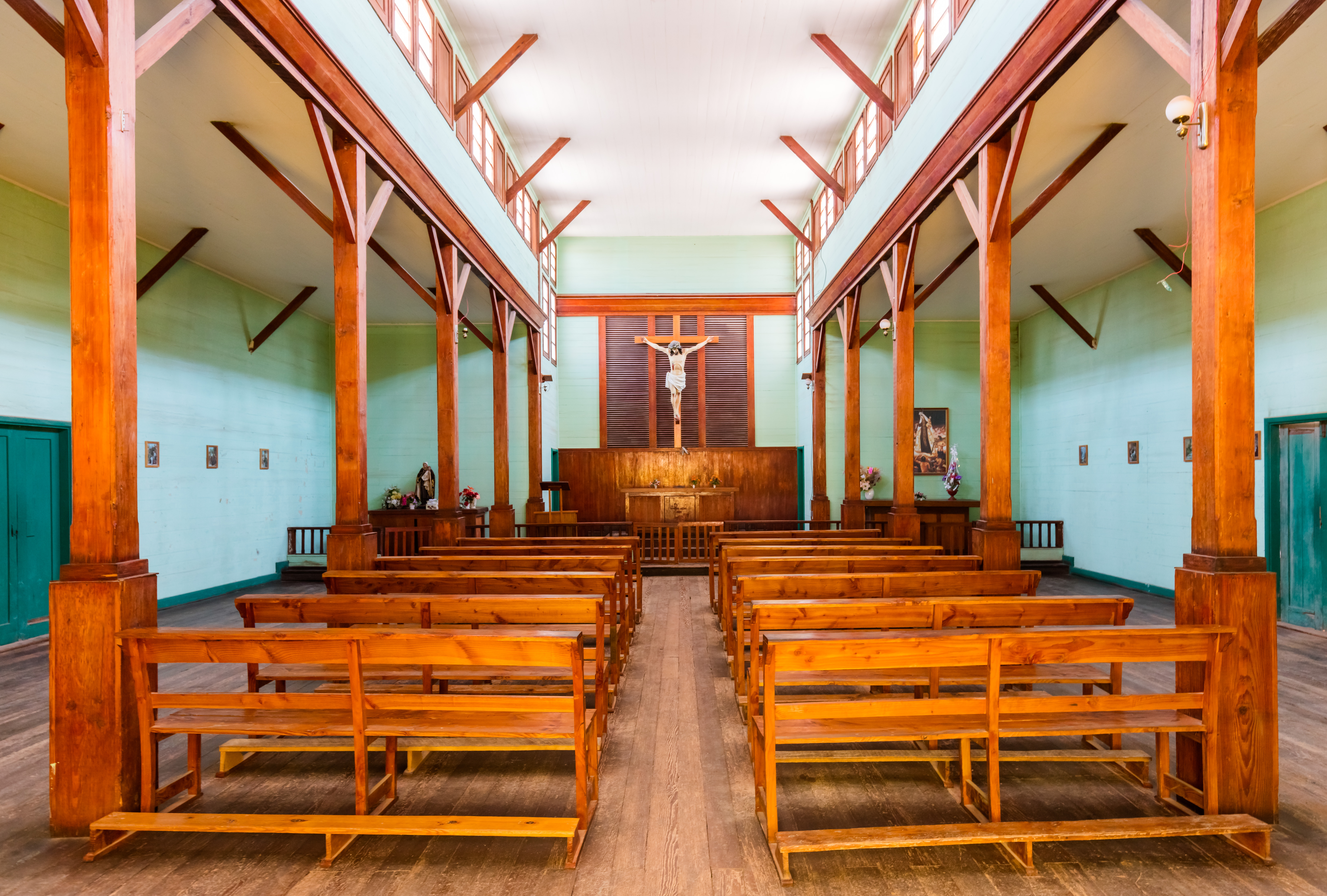
Interior de la iglesia.
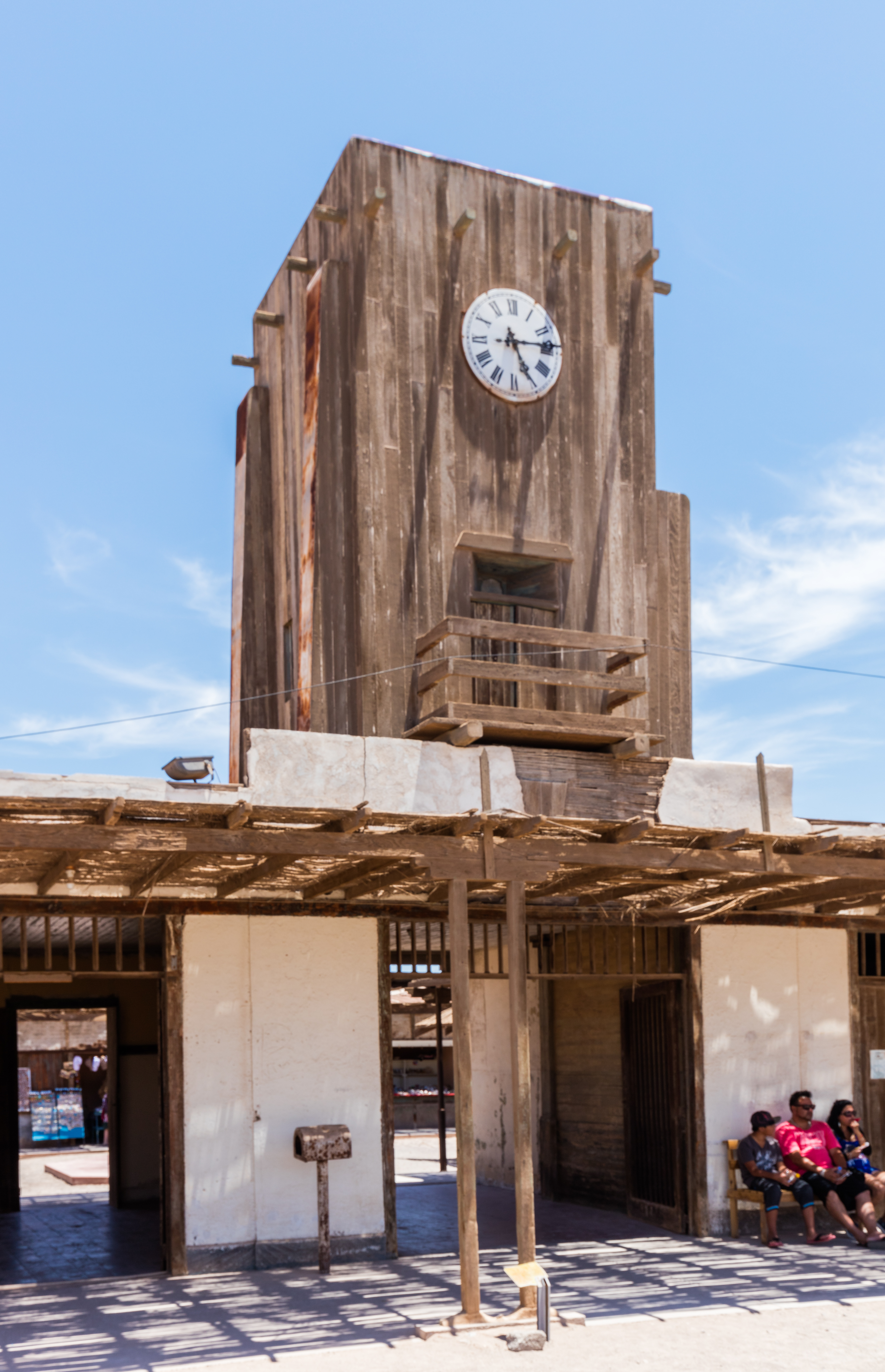
Reloj.
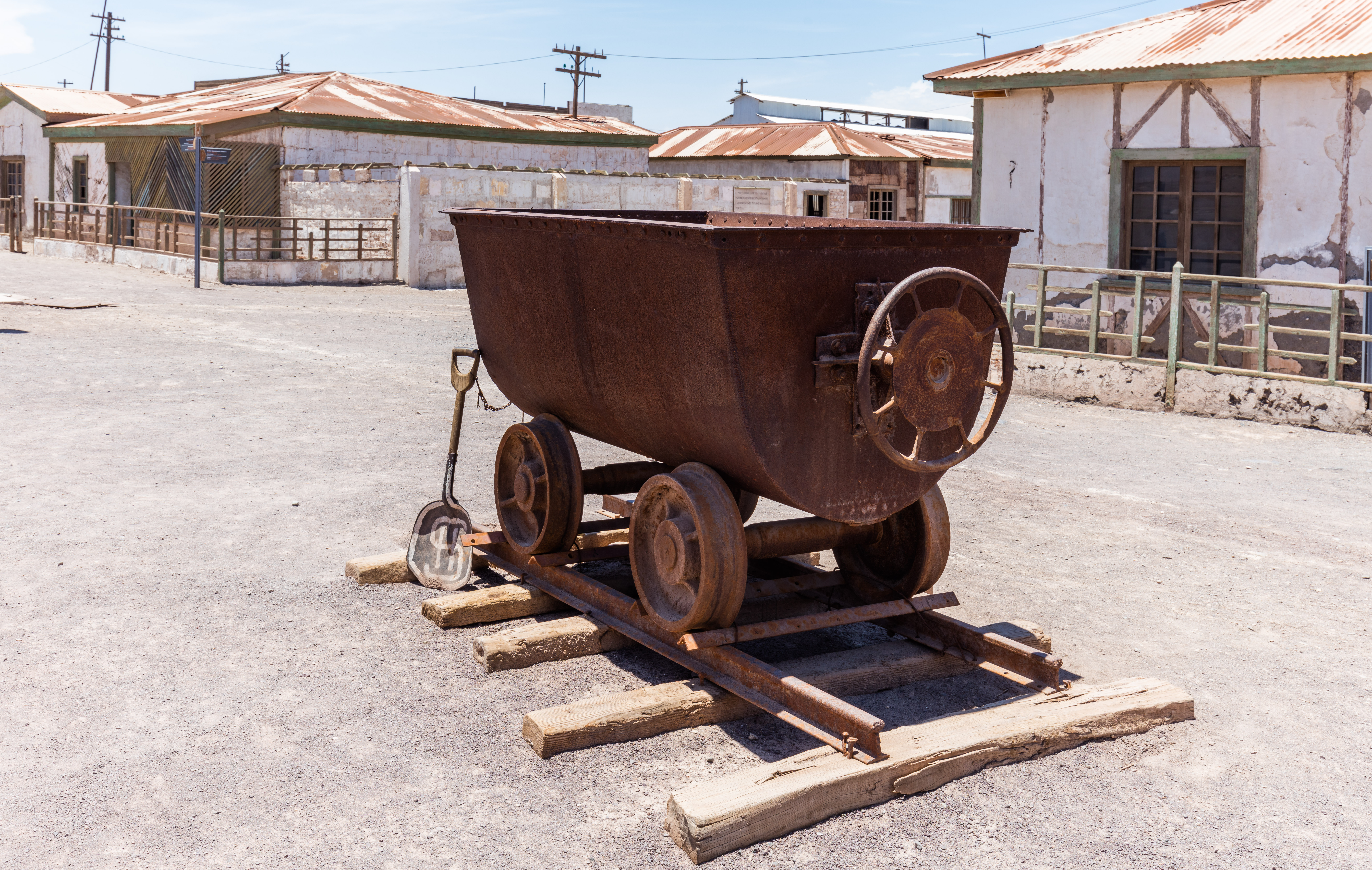
Vagoneta.
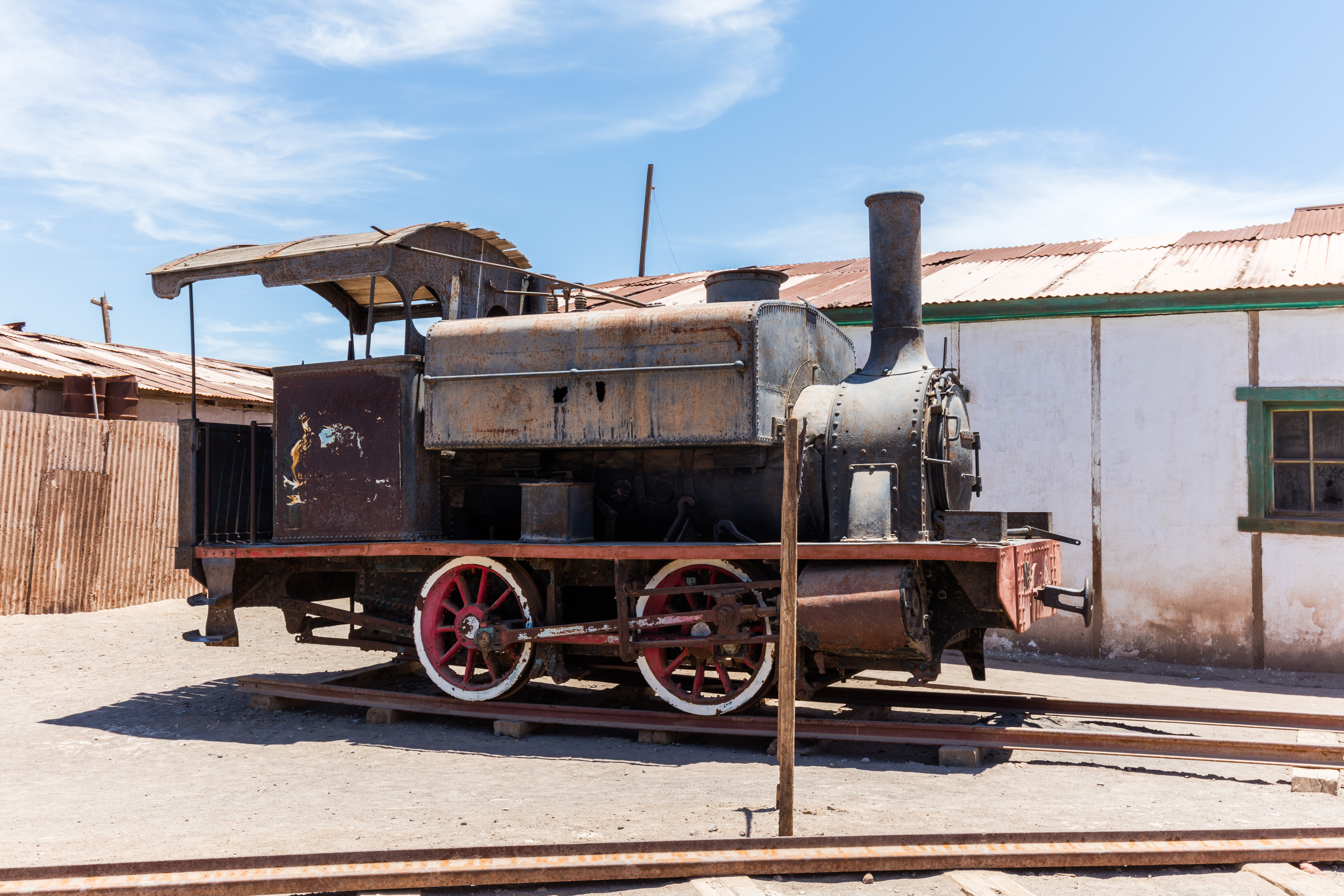
Locomotora de vapor Nº 8.
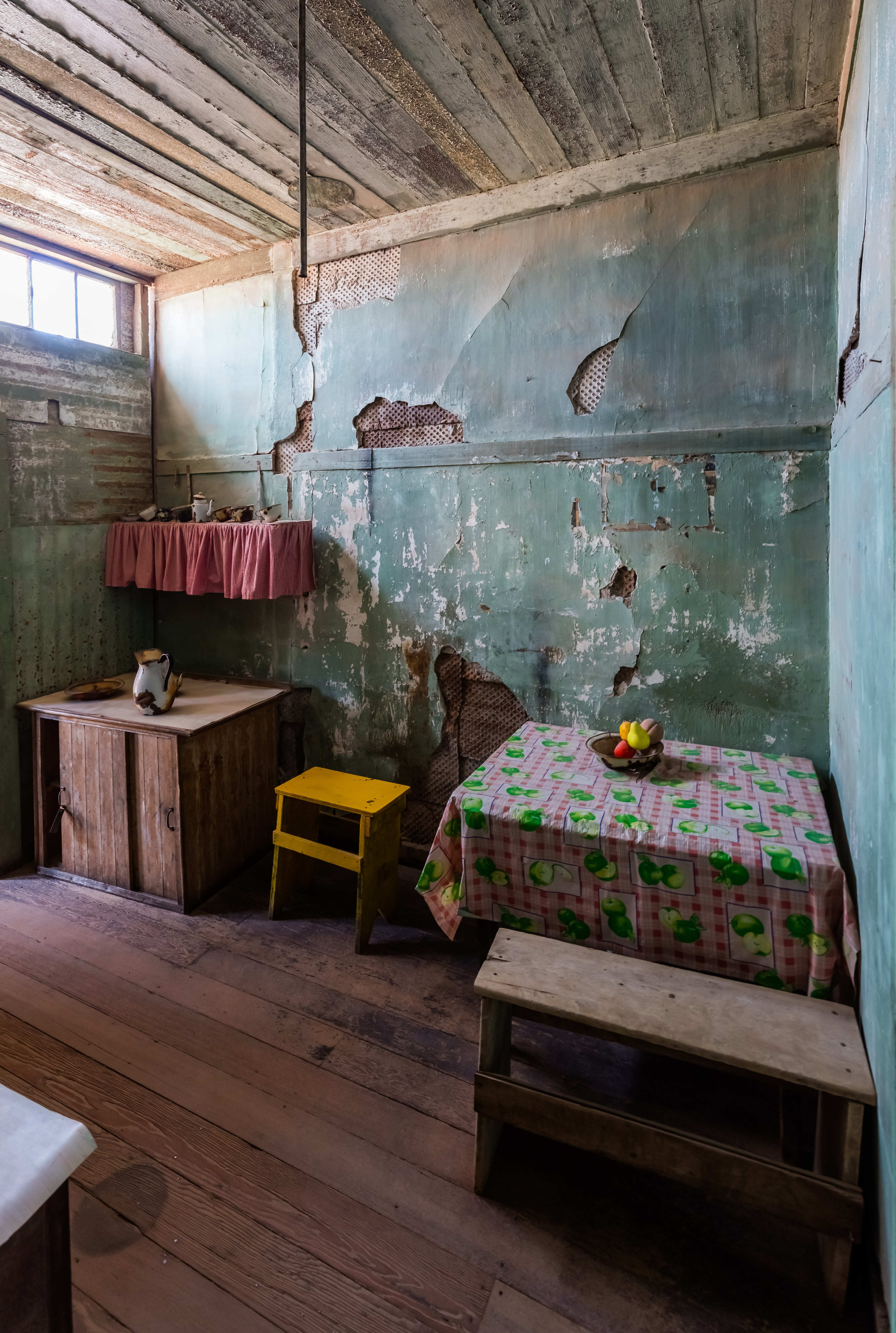
Cocina de una vivienda.
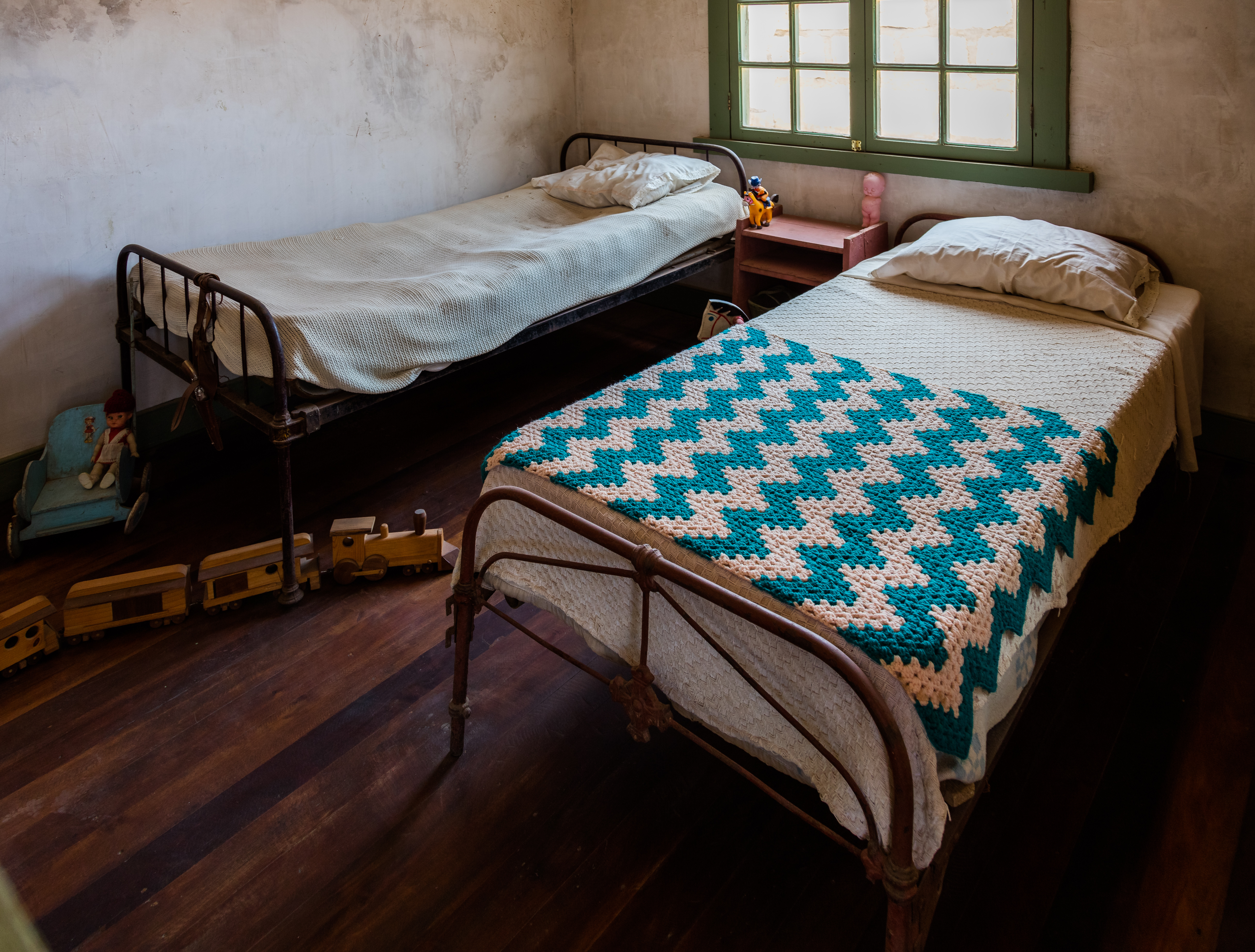
Dormitorio.
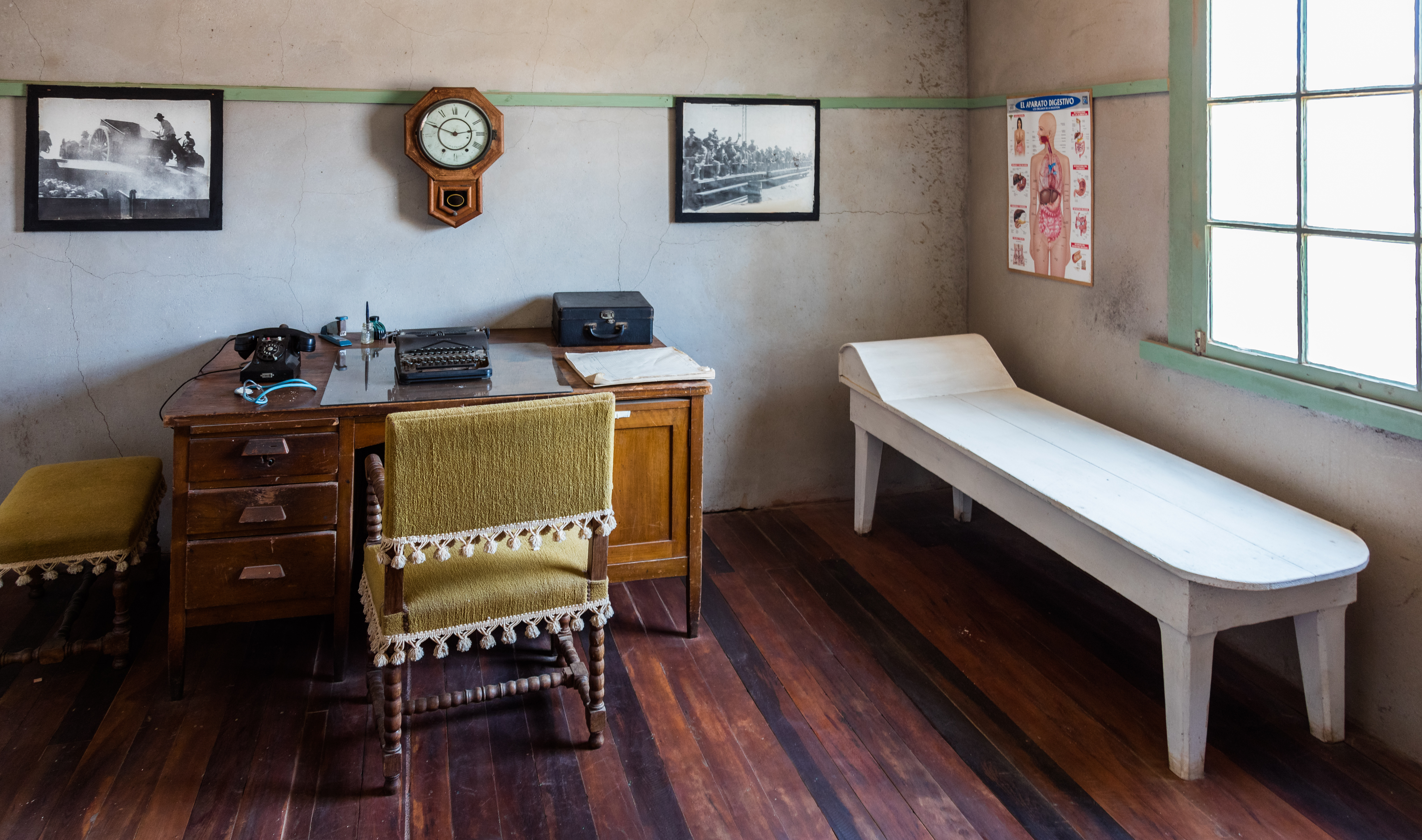
Consulta del médico.
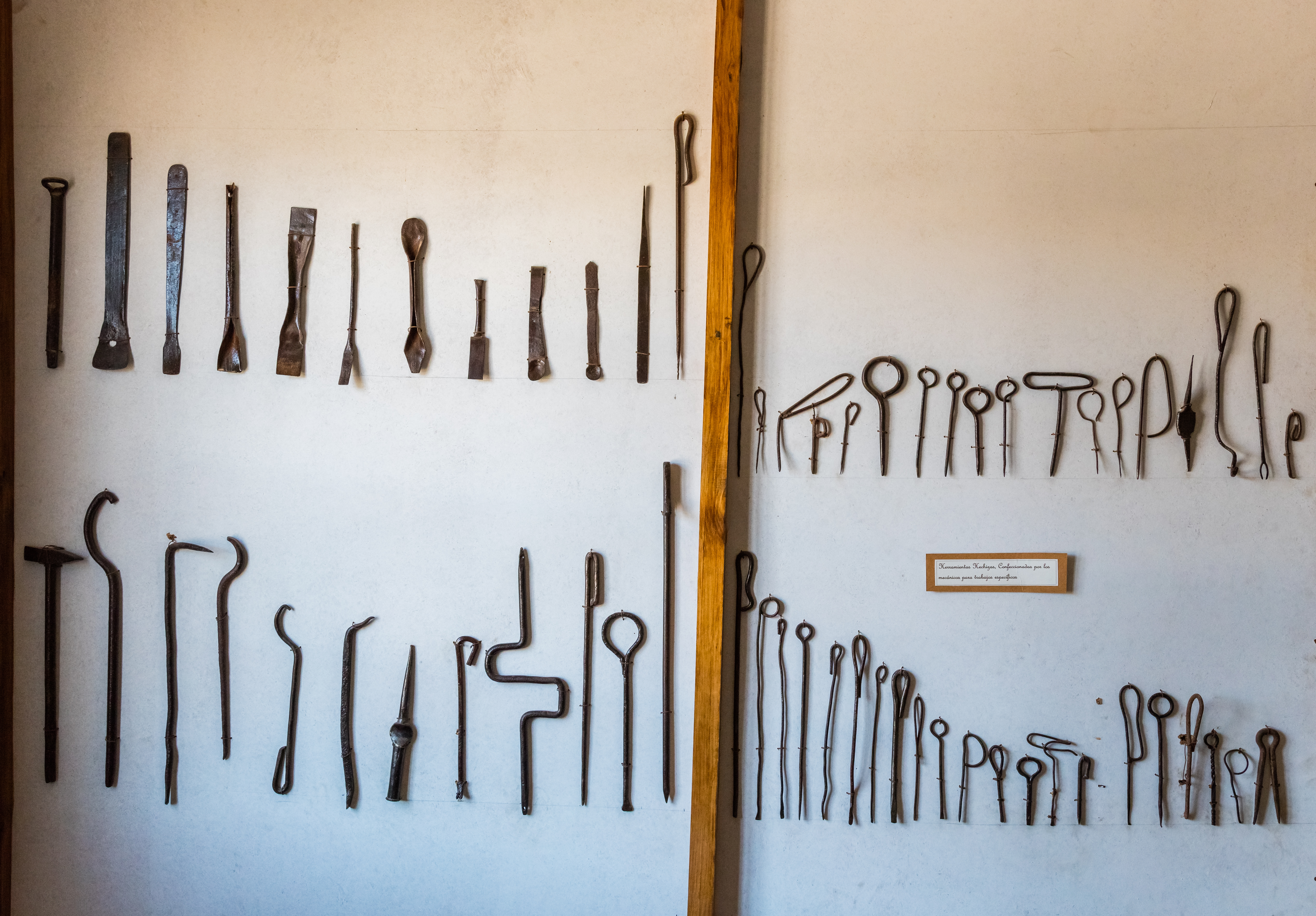
Herramientas de mano.
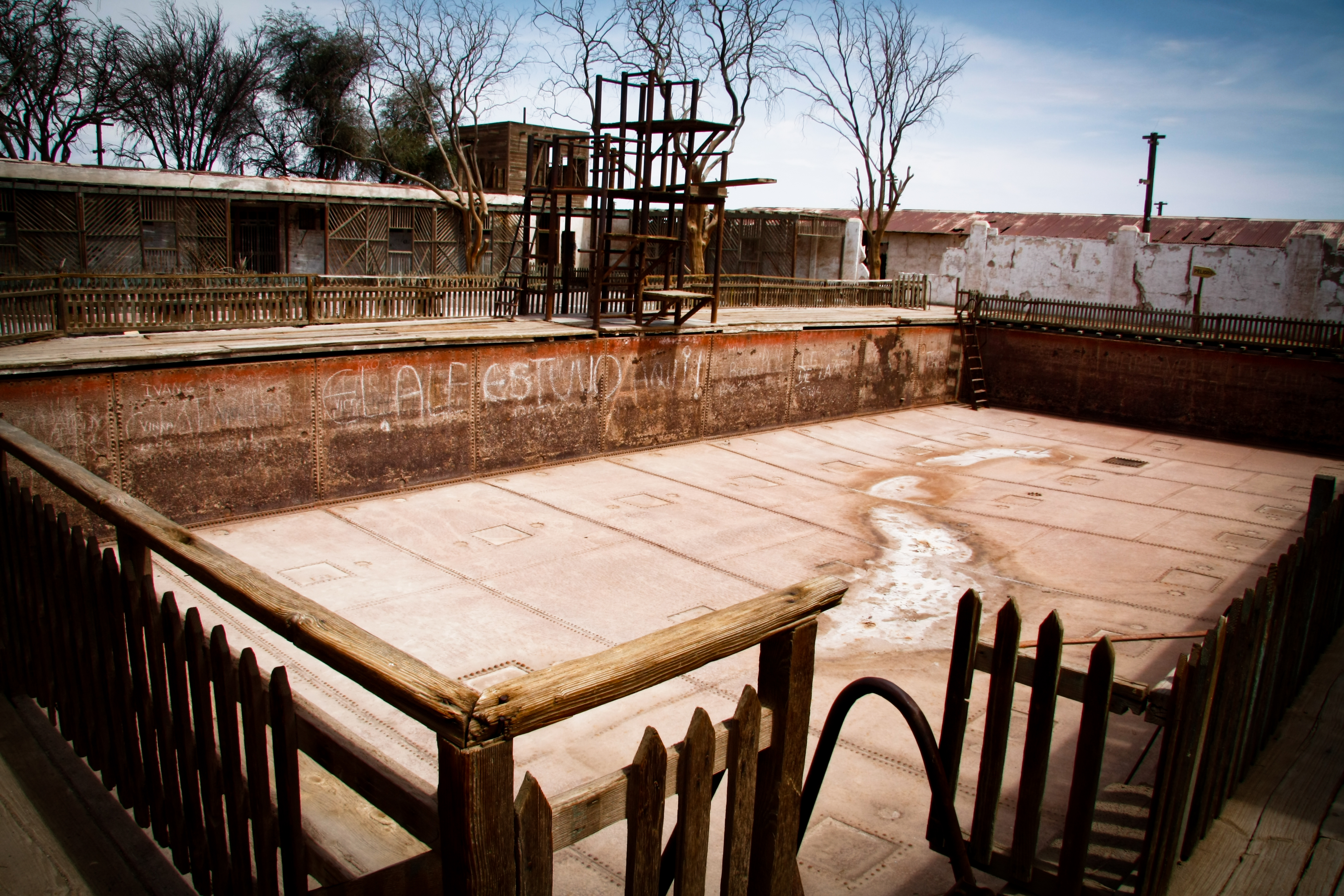
Piscina de acero.
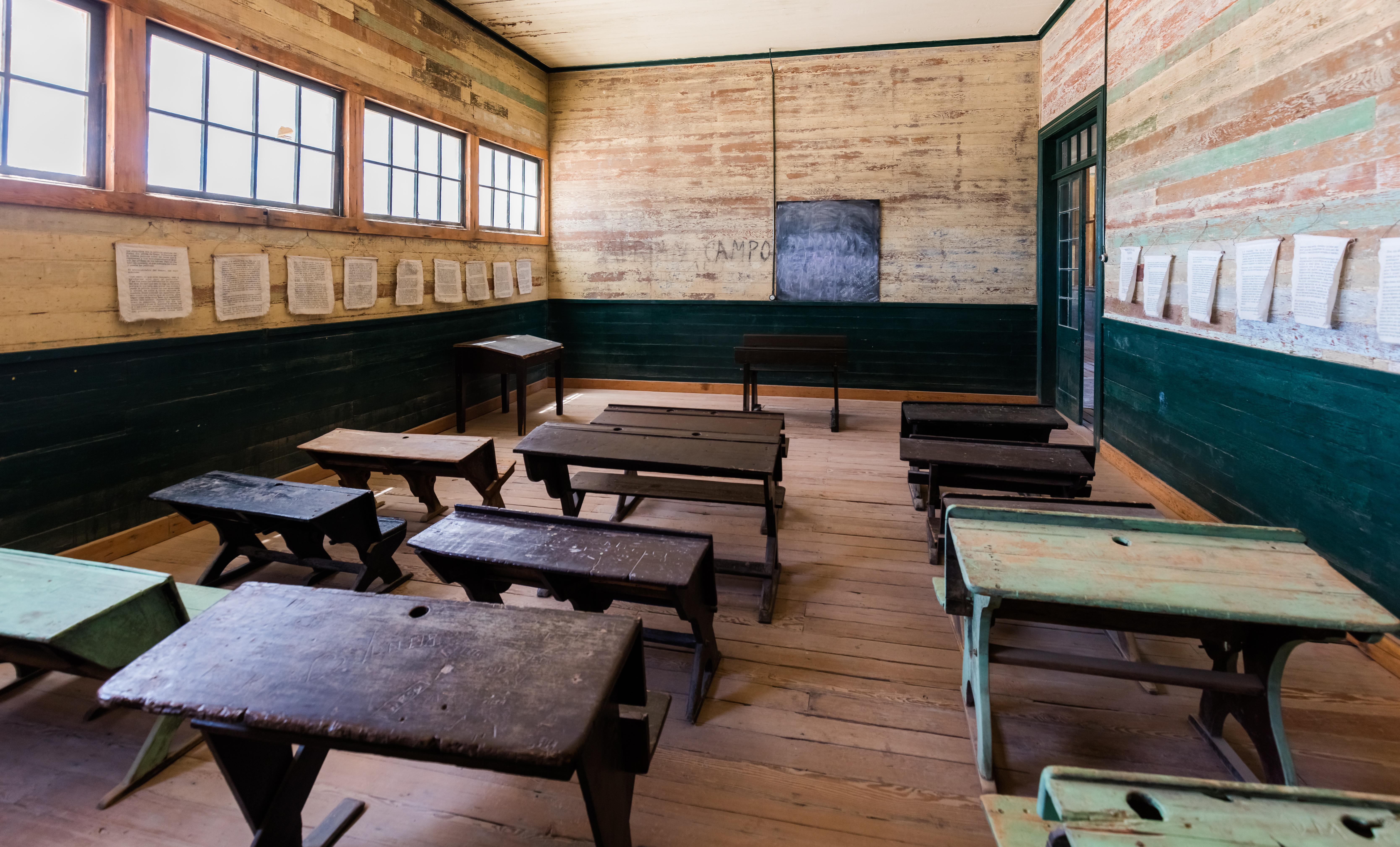
Pupitres de la escuela.
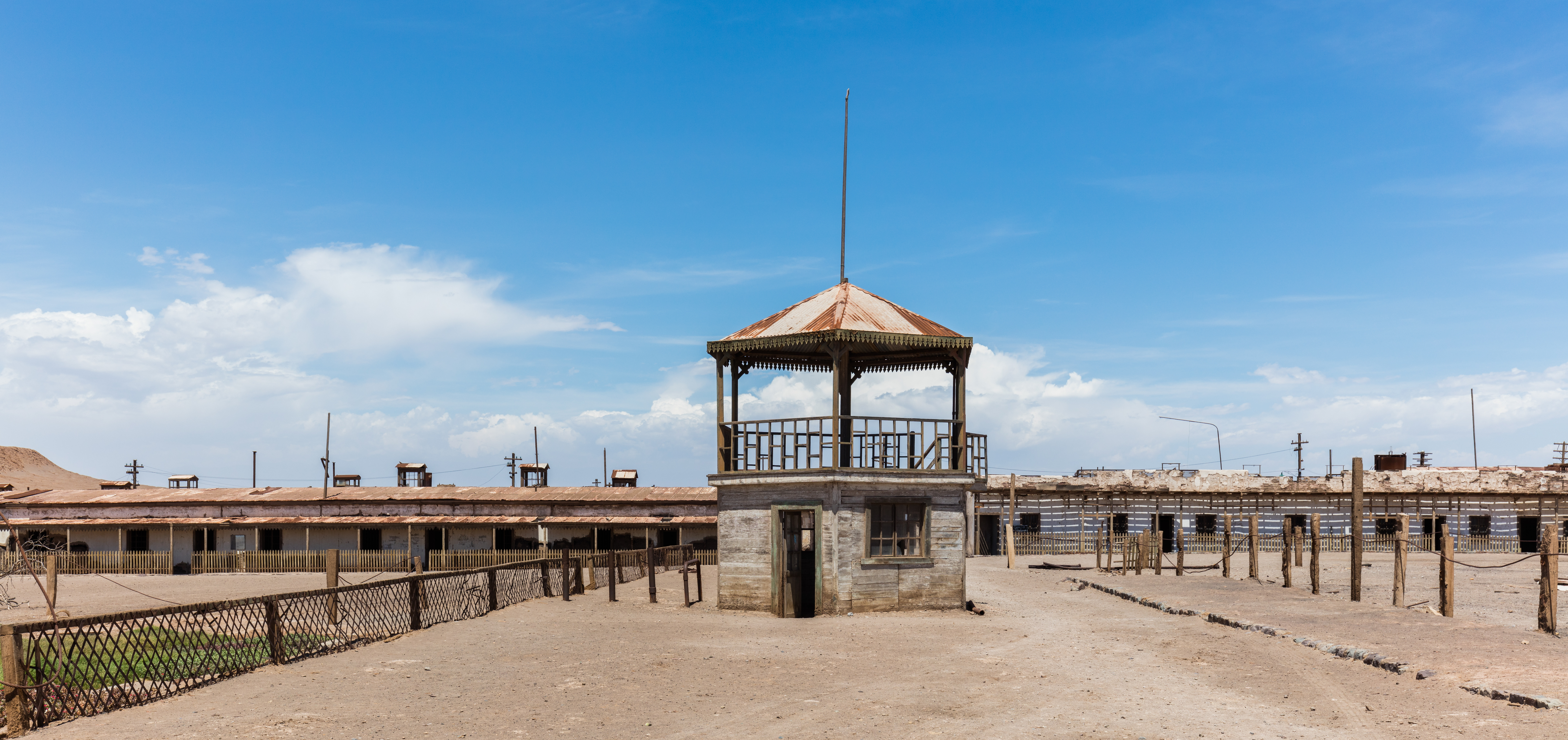
Kiosko.
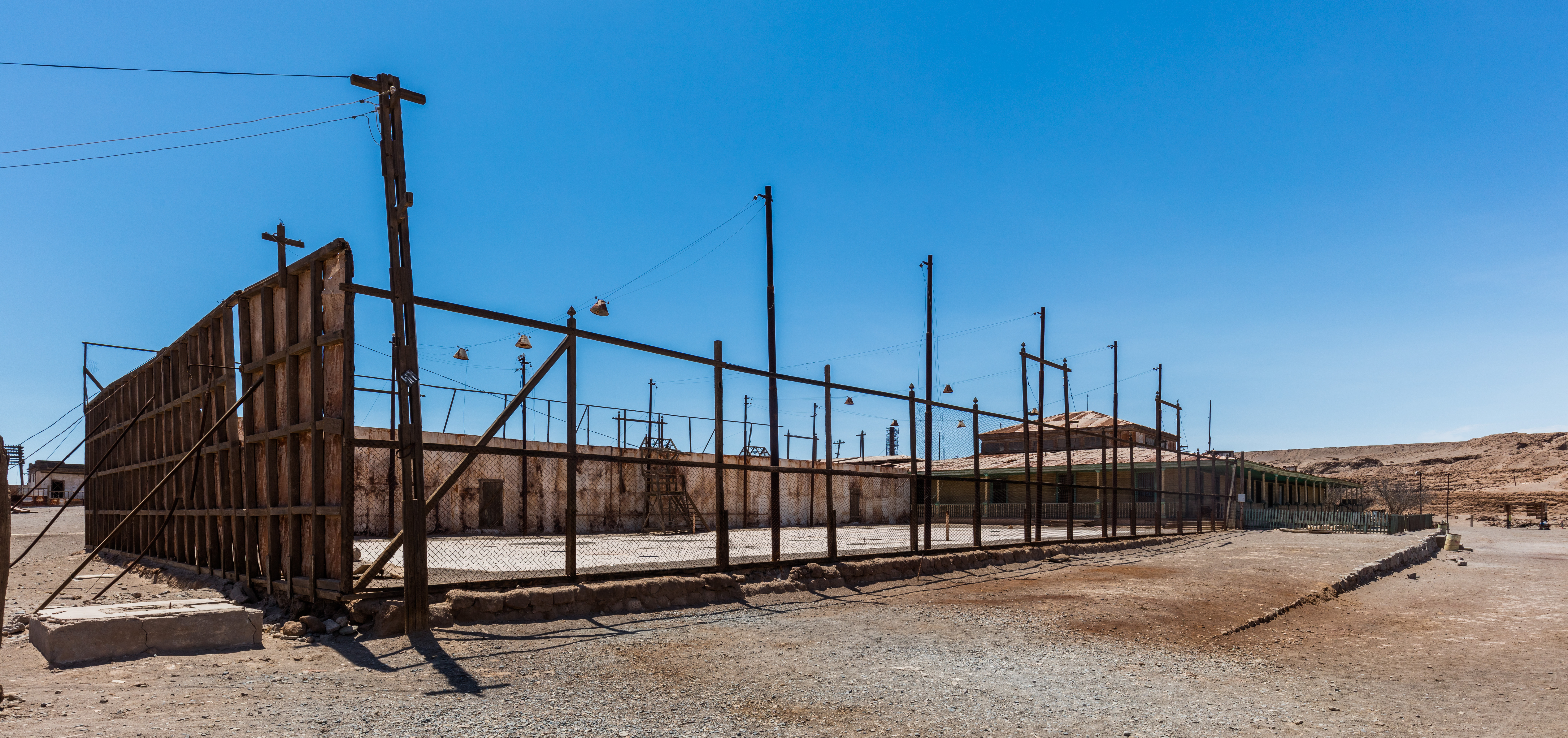
Canchas de tenis.
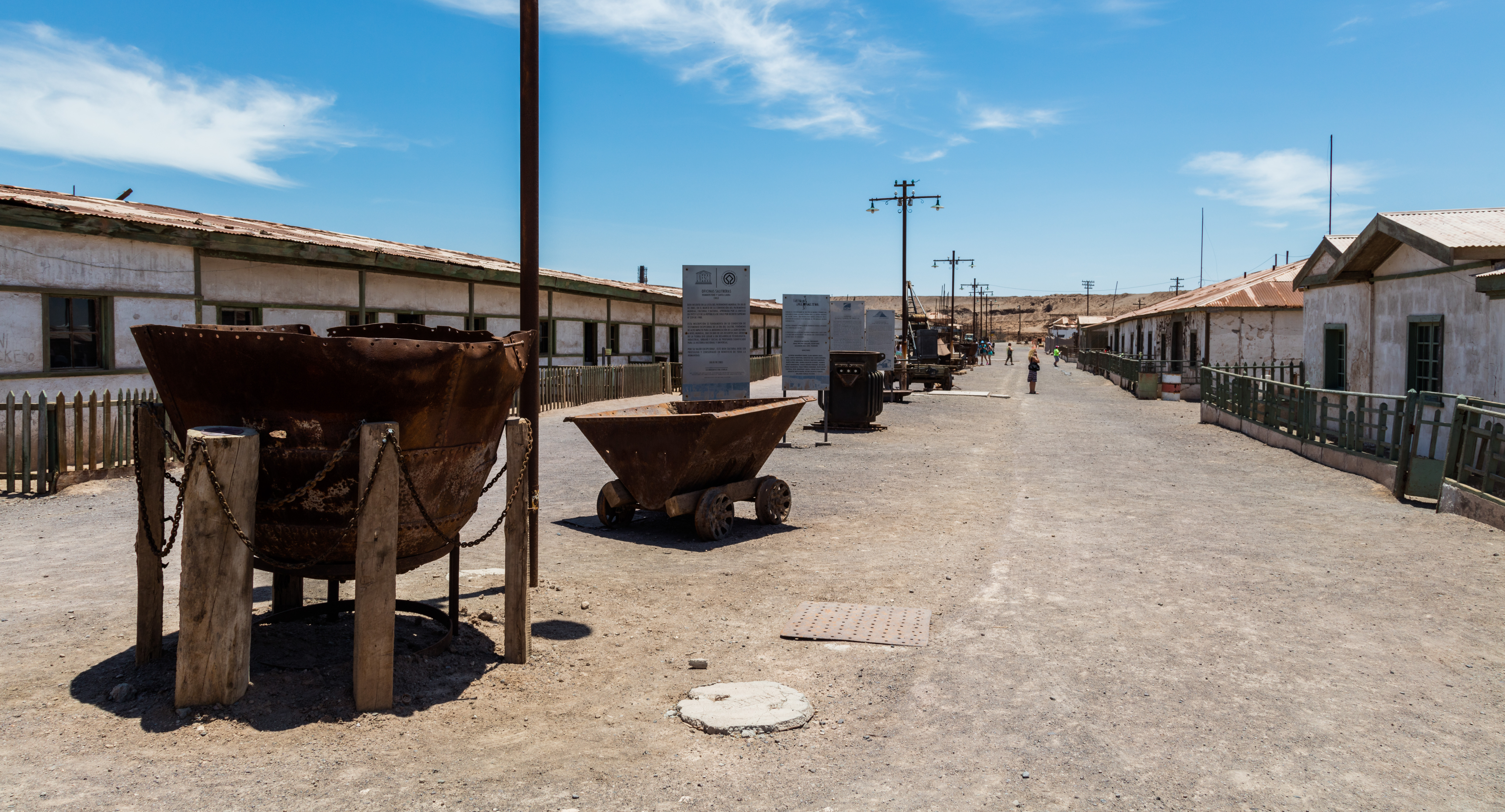
Calle en la salitrera.